# Omloop van het Waasland 2006
De 42e editie van de Belgische wielerwedstrijd Omloop van het Waasland vond plaats op 12 maart 2006. De start en finish vonden plaats in Kemzeke. De winnaar was Niko Eeckhout, gevolgd door Koen Barbé en Markus Eichler.

## Uitslag
| Omloop van het Waasland 2006 |                      |                                       |          |
| Plaats                       | Naam                 | Ploeg                                 | Tijd     |
| Winnaar                      | Niko Eeckhout        | Chocolade Jacques-Topsport Vlaanderen | 4u43'30" |
| 2                            | Koen Barbé           | Chocolade Jacques-Topsport Vlaanderen | 15"      |
| 3                            | Markus Eichler       | Team Regioström - Senges              | z.t.     |
| 4                            | David Boucher        | Unibet.com                            | z.t.     |
| 5                            | Jos van Emden        | Rabobank Continental Team             | z.t.     |
| 6                            | Tim Meeusen          | Pictoflex - Bikeland - Hyundai        | 27"      |
| 7                            | Chris Anker Sørensen | Team Designa Køkken                   | z.t.     |
| 8                            | Grégory Habeaux      | Landbouwkrediet - Colnago             | z.t.     |
| 9                            | Rune Udby            | Glud & Marstrand Horsens              | 40"      |
| 10                           | Mathieu Criquielion  | Landbouwkrediet - Colnago             | z.t.     |

1965 · 1966 · 1967 · 1968 · 1969 · 1970 · 1971 · 1972 · 1973 · 1974 · 1975 · 1976 · 1977 · 1978 · 1979 · 1980 · 1981 · 1982 · 1983 · 1984 · 1985 · 1986 · 1987 · 1988 · 1989 · 1990 · 1991 · 1992 · 1993 · 1994 · 1995 · 1996 · 1997 · 1998 · 1999 · 2000 · 2001 · 2002 · 2003 · 2004 · 2005 · 2006 · 2007 · 2008 · 2009 · 2010 · 2011 · 2012 · 2013 · 2014 · 2015 · 2016 · 2017 · 2018 · 2019 · 2020 · 2021 · 2022 · 2023 · 2024